# Henrik Robert
Henrik Duntzfeldt Robert (Hurum, 20 de março de 1887 — Asker, 2 de setembro de 1971) foi um velejador norueguês, medalhista olímpico. Ele competiu nos Jogos Olímpicos de Verão de 1924 na classe Monotype e conquistou a medalha de prata. Quatro anos depois, nos Jogos de 1928, voltou a conseguir outra prata, agora na classe Dinghy 12 pés, vencendo três das oito regatas.